# 盤翠瑩
盤翠瑩（英語：Julia Poon Tsui Ying，1984年7月31日—），香港新聞從業員，曾任職無綫新聞部記者/主播（2004-2013），及香港賽馬會。曾一度移民英國，2024年回流並再度回歸無綫新聞。

## 工作簡歷
盤翠瑩就讀於順德聯誼總會李兆基中學。2006年畢業於香港浸會大學傳理及影視學院新聞系。在大學時期，盤翠瑩的成績亦十分優異，曾取得學院成績優異榜（英語：Dean's List）的榮譽。她於2005年大專辯論賽中，擔任浸大辯論隊校隊長並奪得錦標。
盤翠瑩2004年暑假加入無綫新聞當實習記者，實習期滿後留任為正式記者，是無綫新聞2004年大裁員後首批培訓出來的記者。到2006年中調職至無綫收費電視新聞台（即現時互動新聞台前身）擔任新聞主播，接替離職的陳家珍。2007年5月，盤翠瑩開始兼任報導翡翠台下午和晚間的《新聞提要》，並於同年10月1日起負責主持《香港早晨》。當時的安排，盤翠瑩主要配搭龔偉怡，約一個月轉換組合一次（另一組合是周嘉儀和林小珍）。
盤翠瑩於2010年5月31日升任為翡翠台《六點半新聞報道》主播，並開始與周嘉儀作一早一晚的組合，固定交替主持《香港早晨》及《六點半新聞報道》（並包括高清翡翠台七點新聞）。除了主播職務外，盤翠瑩亦要負責主持日常互動新聞台的不同環節，如《時事多面睇》、《時事通識》、《周末主播室》及《寰宇掠影》等。同時並要輪流負責《周五搜記》之外出採訪工作。
2012年12月22日，盤翠瑩首次主持大事回顧系列之一：《2012國際大事回顧》。
2013年9月26日，有報道指盤翠瑩將會離開無綫新聞，並於11月轉職往香港賽馬會，結束其新聞傳媒生涯。離職前她在新聞部的職銜為高級主播。
2014年2月21日，林小珍和鄭萃雯主持《香港早晨》，林在與鄭打招呼時誤將鄭讀成「盤翠瑩」。
2024年2月11日，重返無綫新聞，回巢後首個報導為以當晚星期日檔案記者身份報導香港少數族裔慶祝農曆新年的情況，同月起擔任星期日檔案旁白。
2025年1月6日：回巢後首次以主播身份報導《午間新聞》。

### 重要日子
2013年9月1日，最後一次主持《六點半新聞報道》。
2013年9月28日，是原定負責更表中（9月）最後一次主持《香港早晨》。
2013年10月25日，特別替更5日（10月21-25），並正式完結《香港早晨》的主持工作。25日節目完結時第一次向觀眾道別。
2013年10月30日，當日完成最後一節互動新聞台新聞報導（1530-1600），和高芳婷完成當晚《時事多面睇》直播後，跟觀眾作最後道別。
2013年10月31日，最後一天在無綫新聞部工作，但只播放於早一天（30號）錄製的《時事通識》。當日沒有出鏡。
2013年11月2及3日，播放於30號錄製的《寰宇掠影》。

## 個人生活
盤翠瑩2011年在中文大學修讀企業傳播社會科學碩士課程，2013年以課程開辦有史以來最佳成績畢業。
2016年和香港流浪足球會行政總裁馮嘉奇結婚，此乃盤第二段婚姻。
2019年4月在Instagram宣佈懷孕，並於7月23日誕下兒子Casa Junior。

## 其他
由毛記葵涌營辦的網絡電視「毛記電視」其中一位角色「盤菜瑩子」以她為原型。

## 外部連結
- 盤翠瑩的新浪微博
- 盤翠瑩的Instagram帳戶
- 盤翠瑩當記者時的照片 （页面存档备份，存于）
- Inter Post-Secondary Colledge Debate Competition 2005 （页面存档备份，存于）
- 香港浸會大學2004-2005 年報 （页面存档备份，存于）

1. ↑  任世界多寬廣 未及在你身旁. juliapoon731於Instagram.
2019-04-08 [2020-04-04]
2. ↑  The best birthday 🎁. juliapoon731於Instagram.
2019-08-03 [2020-04-04]